# Brückl
Brückl är en ort och kommun  i Österrike. Den ligger i distriktet Sankt Veit an der Glan i förbundslandet Kärnten, i den södra delen av landet, 220 km sydväst om huvudstaden Wien. 
Kommunen består av 20 orter (Ortschaften) (inom parentes invånarantal 1 januari 2024):

- Brückl (1 538)
- Christofberg (33)
- Eppersdorf (59)
- Hart (22)
- Hausdorf (68)
- Johannserberg (45)
- Krainberg (6)
- Krobathen (309)
- Labegg (15)
- Michaelerberg (14)
- Oberkrähwald (13)
- Ochsendorf (102)
- Pirkach (24)
- Salchendorf (48)
- St. Filippen (291)
- St. Gregorn (28)
- St. Ulrich am Johannserberg (61)
- Schmieddorf (30)
- Selesen (37)
- Tschutta (14)